# MBC 바둑초대석
MBC 바둑초대석은 대한민국에서 1996년 8월 ~ 1997년 5월 까지 방송했던 바둑 기전의 해설로 진행했던 바둑 프로그램이었다. MBC 제왕전의 TV속기전 중단으로 이후 1996년 첫 방영하여 1997년에 마지막으로 잠정 중단되었다.
진행의 (故)홍태선 七단, 박치문 아마 7단, 윤영선 初단이 진행했으며, 초청 프로기사 해설하여 주요 대국을 선정하여 주요 명승부를 분석했던 당일 있었던 주요 대국을 복기 녹화로 재연 대국을 했던 명쾌한 해설로 한 바둑 프로그램이었다. 그후 바둑TV로 방송된 《오늘의 초첨국》이며 현재 방송되는 《스피드 초점국》이다. 

## 초청 해설자
- 서봉수 九단, 정수현 八단, 조대현 八단 등 다수

## 주요 기전
- 1회 삼성화재배 세계 바둑오픈
- 삼성화재 초청 페어바둑 최강전
- 2회 삼성화재배 아마 바둑오픈

## 참고 사항
- MBC 아카이브 자료가 존재하지 않기 때문에 다시보기 서비스가 별도로 제공되고 있으며, 한국기원 보유 자료의 부실한 보관 및 재활용으로 인해 일부 회차의 영상은 누락되었거나 화질이 저하된 상태로 제공되고 있다. (※ 관련 자료는 한국기원 홈페이지 또는 월간 바둑 잡지를 통해 열람하실 수 있음)

## 같이 보기
- MBC 제왕전 (중단) (MBC)
- SBS배 연승바둑최강전 (중단) (SBS)
- KBS 바둑왕전 (KBS)
- EBS 바둑교실 (종영) (EBS 1TV)
- 삼성화재배 월드 바둑마스터스